# Hanne Darbovenová
Hanne Darbovenová (nepřechýleně Hanne Darboven; 29. dubna 1941 Mnichov – 9. března 2009 Hamburk) byla německá konceptuální umělkyně. Je považována za jednu z nejvýznamnějších postav poválečného německého umění 20. století.
Proslavila se kresbami, které jsou založeny na geometrických nebo algebraických operacích (sčítání, permutace, inverze). Dílo zahrnuje četné série zarámovaných papírových listů, do kterých vepsala čísla, znaky a slova. Ústředním tématem Hanne Darbovenové byl vztah mezi prostorem a časem. Tím, že vymyslela svůj vlastní systém pro výpočet dat a kalendářů, zkoumá mnoho aspektů pojmu „čas“. Vizuální jazyk Hanne Darbovenové, který se vyvíjí z aktu počítání a psaní, obsahuje odkazy na historické události a události v jejím vlastním životě a odhaluje její literární a společenské zájmy. Díla nabývají různých podob: jsou zavěšena na zdi nebo zpracována ve formě publikací, filmů, hudebních skladeb nebo instalací.

## Život a dílo
Narodila se v Mnichově, ale společně se dvěma sestrami vyrůstala na rodinném statku v Rönneburgu, jižní části Hamburku, ve čtvrti Harburg. Otec tam založil obchod s potravinami a pražírnu kávy. V rodině byl silný zájem o umění, především hudbu. Hanne byla od dětství vynikající klavíristka. Po maturitě na gymnáziu se vzdala hudební činnosti a v letech 1962–1965 studovala na Akademii výtvarných umění v Hamburku. 

### Čísla a čas
V roce 1966 odjela do New Yorku, kde se po počáteční izolaci spřátelila s umělci minimalistického umění, jako byli Sol LeWitt a Carl Andre. V tomto období se začala ubírat vlastní cestou tvorby. Odmítla malbu a vytvořila první sériové kresby na milimetrovém papíře, který ručně zaplňovala čísly a grafickými záznamy kalendářních dat. Přišla na specifický způsob výpočtu křížového součtu, kterým převáděla čísla daného kalendářního data na jednotlivé číslice. Vyvinula systémy jednoduchých číselných řad ve sloupcích čísel a rámečcích podle zdánlivě libovolných kalendářních dat, podle přesně daných struktur (např. 3, 5, 7, 5, 3) se složitými posloupnostmi variací. Jednotlivá čísla aktuálního data rozpočítala do křížových součtů a opatřila je tzv. konstrukcí neboli „K-hodnotami“. Její práce vzbudily pozornost na výstavě Working Drawings and other Visible Things on Paper Not Necessarily Meant to Be Viewed as Art (Pracovní kresby a jiné viditelné věci na papíře, jež není nezbytně nutné pokládat za umění), která byla uspořádána ve Visual Art Gallery v roce 1968.

### Psaní
V roce 1969 se vrátila do Hamburku a začala svou tvorbu rozšiřovat o psané texty. V této vizuální formě písma využívala vektory, rámečky nebo vlnovky. Postupně do své tvorby integrovala historické texty, aktuální politické události, ručně psané eseje, novinové články a fotografie nebo tiskoviny prostřednictvím svého psaní jako formy uměleckého vyjádření. Opis Homérovy Odyssey (Zpěvy 1–5) je jedním z prvních ručně psaných děl.
V roce 1975 začala opisovat záznamy z lexikonů, básně a další literární předlohy, které upravovala podle vlastních rejstříků a vytvářela z obrazů a předmětů nové sestavy. Prostřednictvím číselných kódů, slovních textů, diagramů a fotografií zaznamenávala časový průběh dějin a jejich vztah k současnosti. V díle Friedrich II, Harburg 1986 použila čtyřistakrát motiv pohlednice z roku 1910 s pohledem na náměstí v Harburgu, na kterém je vidět i rodný dům Darbovenových. Životopis pruského krále Fridricha II. opsala z 19 listů. Pro přechod na dnešek potřebovala další čtyři listy, sedm pro roční účetní závěrku a 365 pro denní účetní závěrku. Výpočty spočívají v pokračování křížových součtů, takže nakonec má každý den své vlastní číslo, kterým se každý den stává individuálním. V roce 1979 do svého díla Bismarckova doba (Bismarckzeit) Darbovenová poprvé zahrnula sochu. Výsledkem tohoto časového zápisu byla díla jako Weltansichten 00–99 (1975–80), která se skládají ze stovek, někdy i tisíců identicky zarámovaných kompozic na papíře, visících v obrovských mřížkách, které pokrývají stěny celých výstavních prostor.
V práci Obrat ’80 (Wende 80) z roku 1980 využila interview mezi kandidáty na úřad kancléře, který uspořádal časopis Spiegel a začernila v něm odpovědi na 38 otázek. Dlouhý časový záběr zpracovala v Kulturní historii 1863–1983 (1980–1983), Evoluci Leibnitz a Evoluci ’86 (1986) s použitím pohlednic, titulků z časopisu Spiegel, fotografií filmových hvězd, starého katalogu o umění i vlastních dřívějších prací. Darbovenová zaznamenávala také čas vlastního života a jeho plynutí. Kompozice jsou tvořeny matematicky přesnými zápisy v tabulkách na rozměrných čtverečkovaných papírech, které místy doplňují fotografie a pohlednice z New Yorku a Hamburku.

### Hudba
Hudební nadání jí umožnilo, aby se jejím výrazovým prostředkem stal kromě fotografií a dobových dokumentů i notový zápis. Zvuky převáděla na čísla, odkazující k významným momentům kulturní historie, rukopisně skládané do tabulek vytvářejících velkorozměrné instalace. V roce 1980 začala překládat své číselné soustavy podle jednoduchého principu (číslo 0 = nota d apod.) do notových řad, které nechala zaranžovat profesionálním hudebníkem tradičním způsobem pro různé nástroje. Některé její skladby jsou nahrány a prezentovány na výstavách, jako například v kompozicích 24 zpěvů, Partitura 1 či Kvartet, opus 26, model 1 až 99. Jednotlivé instalace jsou doplněny nahrávkami s fragmenty písní Give peace a chance od Johna Lennona a Tichá noc, svatá noc od Josefa Grubera. Na základě její skladby Requiem vznikl v roce 2014 videofilm Myšlenky v řádcích.
Mezinárodně uznávaná umělkyně žila v ústraní a skrývala se před publicitou v přestavěném statku své rodiny v Hamburku-Rönneburgu. Svůj ateliér v domě s doškovou střechou v Harburgu proměnila roku 1990 ve velký projekt Děti tohoto světa, pro který nashromáždila hračky nejrůznějšího původu. Počátek její rozsáhlé sbírky materiálů (předměty každodenní potřeby, starožitnosti, hudební nástroje, knihy, plakáty, hračky, kuriozity, suvenýry), která kromě použití textů slouží jako sklad vzpomínek, sahá do roku 1975.
V roce 1994 obdržela v Hamburku prestižní Lichtwarkovu cenu.  V roce 1997 se stala členkou Akademie umění v Berlíně. 
Hanne Darbovenová zemřela 9. března 2009 ve věku 67 let na rakovinu lymfatických uzlin. Její hrob se nachází na rozsáhlém pozemku Am Burberg v Hamburku-Rönneburgu.
| „                      | Jedna + jedna je jedna dvě. Dva je jeden dva. Toto je moje původní teze pro všechny zákony, které mnou matematicky probíhají. Píšu matematickou literaturu a matematickou hudbu. | “ |
| — Hanne Darboven, 2004 | |   |

## Nadace Hanne Darbovenové
V roce 2000 založila v Hamburku nadaci Hanne Darboven Stiftung s cílem "zachovat rozsáhlé dílo své zakladatelky jako mezinárodně uznávané umělkyně a zpřístupnit je veřejnosti" a podporovat mladé umělce, hudebníky a skladatele. Od roku 2012 nadace sídlí v rodinném domě Darbovenových v Rönneburgu a spravuje pozůstalost umělkyně. V roce 2017 otevřela nové dokumentační centrum, které zájemcům prostřednictvím přednáškových, diskusních a koncertních večerů i proměnlivých výstav přibližuje mimořádnou uměleckou kariéru Hanne Darbovenové.

## Výstavy (výběr)
První samostatnou výstavu měla v Düsseldorfu, galerii Konrada Fischera v roce 1967. V roce 1972 byly její práce vystaveny na DOCUMENTA 5 v Kasselu. Této výstavy se zúčastnila i v dalších letech (1977, 1982, 2002).
V roce 1973 vystavovala v galerii Leo Castelli v New Yorku. S prací Weltansichten 00–99 z let 1975 – 1980 reprezentovala Německo na Bienále v Benátkách v roce 1982. Poslední velká samostatná výstava Hanne Darbovenové Homage à Picasso se konala v roce 2006 v Deutsche Guggenheim v Berlíně.
V roce 2013 byla uspořádána velká výstava Hanne Darbovenové v Muzeu královny Sofie v Madridu. Rozsáhlá retrospektivní výstava pod názvem Hanne Darboven. Současné příběhy-Osvícení se konala v Bonnu a Mnichově na přelomu let 2015–2016. V Hamburku byla Hanně Darbovenové věnována výstava s názvem Packed Time, kterou v roce 2017 uspořádala Falckenbergova sbírka ve spolupráci s dokumentačním centrem nadace Hanne Darbovenové. 
V České republice byla dílu Hanne Darbovenové věnována výstava Segmenty časoprostoru na Staroměstské radnici na začátku roku 2003. Její hlavní část tvořil koncept nazvaný WENDE 80 (Obrat 80) s podtitulem Epicko-hudební naučná hra pro mír. Součástí výstavy byla i kompozice 24 zpěvů.